# 顾梦游

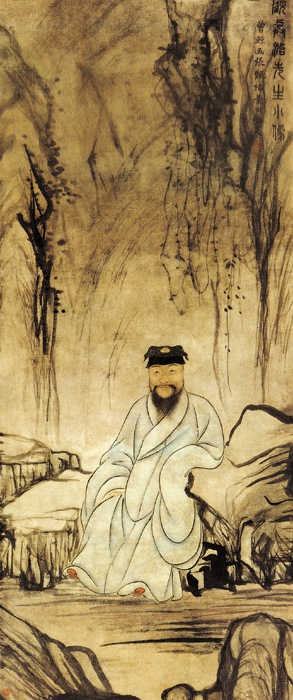
顧夢遊肖像，明曾鯨繪

顧夢遊（1599年—1660年），字与治，江寧（今南京）人。明末清初文人。

## 生平
幼有神童之稱，八岁作《荷花诗》千言。崇祯十五年貢生。工古文辭，善行書、草書。与黄道周、龚鼎孳、冒襄、张风、周亮工等有相往来。崇祯三年（1630年）有《书谢灵运等诗卷》。友人宋珏客死吴门，家贫无子，夢遊請钱谦益为写墓表。入清後，以遗民终老，与僧人函可交往，晚年“以书易粟，求者成市”。顺治十七年九月二日卒。今存《顾与治诗集》八卷。